# الوین رابرت کورنلیوس
الوین رابرت کورنلیوس (انگلیسی: Alvin Robert Cornelius; زاده ۸ مهٔ ۱۹۰۳ – درگذشته ۲۱ دسامبر ۱۹۹۱) قاضی و وکیل اهل هند بود. وی از سال ۱۹۶۰ تا ۱۹۶۸ قاضی ارشد پاکستان بوده‌است.